# Pescara Calcio a 5 2015-2016
Questa pagina raccoglie i dati riguardanti il Pescara Calcio a 5, squadra di calcio a 5 militante in serie A, nelle competizioni ufficiali della stagione 2015-2016.

## Trasferimenti

### Sessione estiva
| Cristian Borruto    | Acqua e Sapone |
| Fabricio Calderolli | Acqua e Sapone |
| Leandro Cuzzolino   | Acqua e Sapone |
| Gréllo              | ElPozo Murcia  |
| Matías Lara         | Latina         |

| Eduardo Morgado  | Montesilvano |
| Simone Tatonetti | Napoli       |

### Sessione invernale
| Betão | BF Brasil Kirin |

| Partenze | Partenze | Partenze | Partenze |
| Nome     | a        |          |          |
| -------- | -------- | -------- | -------- |

## Rosa 2015-2016
| N° | Naz.                                   | Ruolo | Sportivo               | Anno     |  |  |
| -- | -------------------------------------- | ----- | ---------------------- | -------- |  |  |
| 1  | Italia (bandiera)                      | POR   | Antonio Capuozzo       | 24.03.80 |  |  |
| 2  | Italia (bandiera)                      | DIF   | Marco Ercolessi        | 15.05.86 |  |  |
| 3  | Italia (bandiera)                      | DIF   | Luca Leggiero          | 11.11.84 |  |  |
| 6  | Brasile (bandiera) · Italia (bandiera) | DIF   | Ricardo Caputo         | 15.12.81 |  |  |
| 7  | Paraguay (bandiera)                    | LAT   | Javier Adolfo Salas    | 22.09.93 |  |  |
| 8  | Argentina (bandiera)                   | UNI   | Maximiliano Rescia     | 29.10.87 |  |  |
| 9  | Brasile (bandiera)                     | PIV   | Rogério                | 17.12.78 |  |  |
| 10 | Brasile (bandiera) · Italia (bandiera) | UNI   | Mauro Canal            | 25.06.86 |  |  |
| 11 | Brasile (bandiera) · Italia (bandiera) | UNI   | Fabricio Calderolli    | 02.01.86 |  |  |
| 12 | Argentina (bandiera)                   | PIV   | Cristian Borruto       | 07.05.87 |  |  |
| 17 | Argentina (bandiera)                   | UNI   | Leandro Cuzzolino      | 21.05.87 |  |  |
| 18 | Brasile (bandiera)                     | PIV   | Betão                  | 02.09.78 |  |  |
| 20 | Brasile (bandiera) · Italia (bandiera) | POR   | Leandro Garcia Pereira | 01.06.88 |  |  |
| 21 | Brasile (bandiera) · Italia (bandiera) | LAT   | Douglas Nicolodi       | 09.06.88 |  |  |
| 22 | Argentina (bandiera)                   | LAT   | Matías Lara            | 07.03.86 |  |  |
| 23 | Brasile (bandiera)                     | LAT   | Gréllo                 | 04.07.85 |  |  |

## Under-21
| N° | Naz.              | Ruolo | Sportivo            | Anno     |  |  |
| -- | ----------------- | ----- | ------------------- | -------- |  |  |
| 13 | Italia (bandiera) | POR   | Lorenzo Pietrangelo | 24.06.95 |  |  |